# Paola Castiglioni Litta
Paola Litta Castiglioni o Maria Paola Litta (Milano, 1751 – Milano, 1846) è stata una nobile italiana.
Era figlia di Elisabetta Visconti e del marchese Giulio Pompeo. I medici le prospettarono vita breve per la salute cagionevole, ipotesi smentita dai fatti successivi.
Fu la moglie del conte o marchese Giuseppe Castiglioni Stampa, che sposò forzatamente nel 1796. Castiglioni Litta raccontava con ironia aneddoti della sua vita coniugale, tramandando un'immagine di suo marito poco lusinghiera. Viaggiò molto in Italia e in Europa occidentale, precisamente in Francia e Inghilterra; nel corso del suo Grand Tour, fu a Parigi alla corte del re Luigi XV e convisse con Francesco Melzi d'Eril, con il quale strinse una duratura amicizia e visitò Londra.
Era nota per l'organizzazione del suo salotto letterario che fu frequentato da rilevanti scrittori dell'epoca, quali Lord Byron, Alessandro Manzoni, Vittorio Alfieri e Giuseppe Parini; in particolare di quest'ultimo è riportata come ispiratrice e amica intima, alla quale il poeta dedicò La recita dei versi e Il dono.
In realtà il palazzo Castiglioni ospitava il salotto letterario nell'ambito degli incontri de La Concordia, la Gran loggia massonica nazionale lombarda, aderente all'Oriente di Milano e riconosciuta da Giuseppe II. La nobildonna si oppose apertamente a Gioacchino Murat e sua moglie Carolina Bonaparte.